# Samizdat

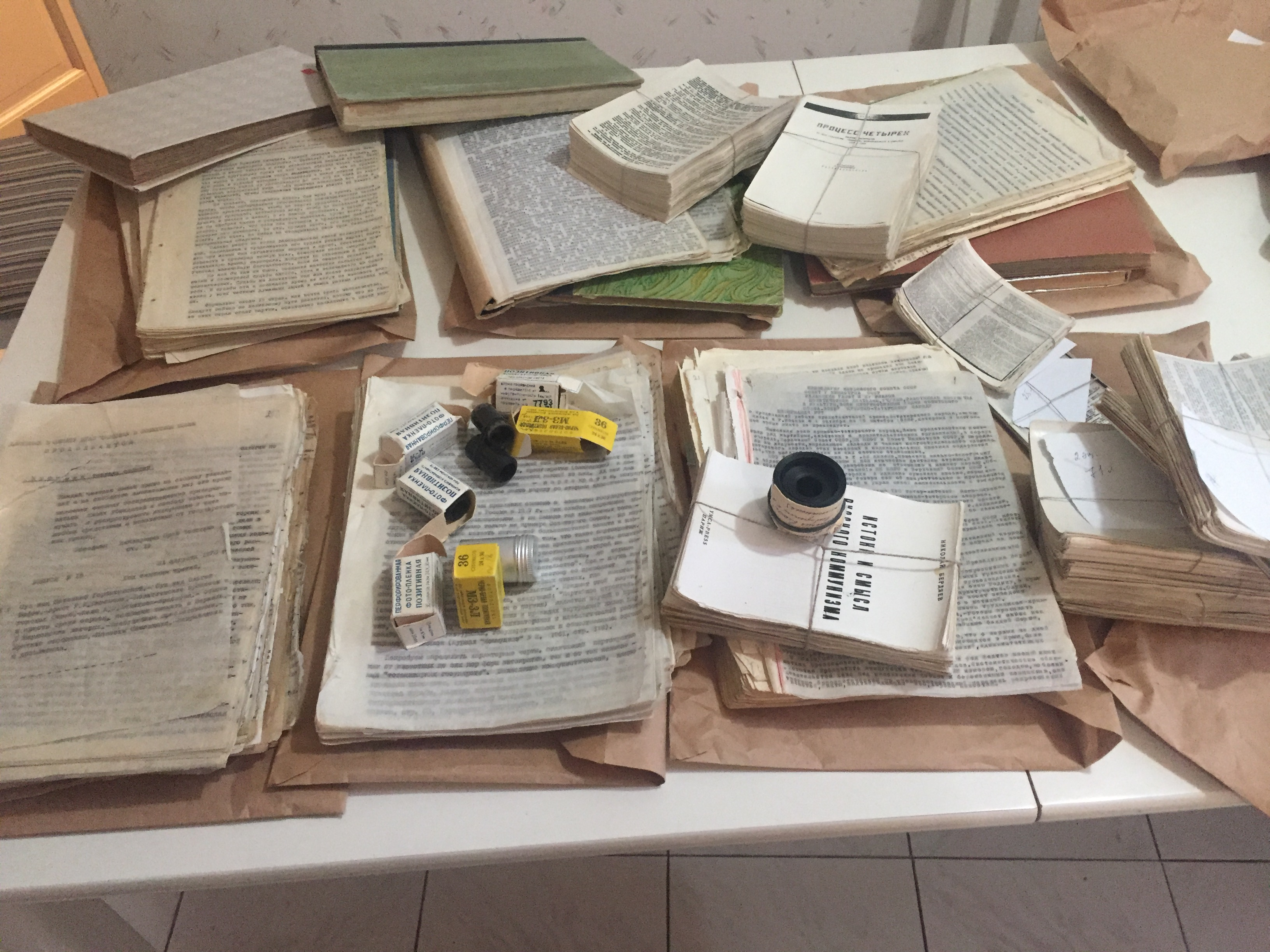
Samizdat i negatius fotogràfics de literatura no oficial a la Unió Soviètica.

Samizdat (rus: самизда́т, ucraïnès: самви́дав, samvídav) va ser la còpia i distribució clandestina de literatura prohibida pel règim soviètic i, per extensió, també pels governs comunistes d'Europa Oriental (Bloc de l'Est) durant l'anomenada Guerra Freda. D'aquesta manera, moltes vegades els dissidents aconseguien esquivar la forta censura política.
Les còpies es feien en un nombre reduït cada cop i s'esperava que els que les rebien realitzessin algunes duplicacions addicionals. Això es feia normalment mitjançant el mecanografiat o l'escriptura a màquina dels textos en qüestió o, si no, mitjançant la simple còpia manuscrita. Aquesta pràctica d'eludir la censura oficial estava plena de perills, ja que s'imposaven fortes sancions a les persones capturades en possessió de còpies de material prohibit.
El conegut dissident soviètic Vladímir Bukovski el definia de la següent manera: "Jo mateix ho creo, ho edito, ho censuro, ho publico, ho distribueixo, i resulto empresonat per això."

## Tècniques
Essencialment, les còpies de text samizdat, com la novel·la "El mestre i Margarida", de Mikhaïl Bulgàkov o l'escrit de Václav Havel "El poder dels sense poder", es passaven de mà en mà entre amics i coneguts.
Les tècniques utilitzades per a la reproducció de literatura prohibida variaven, des de realitzar diverses còpies mitjançant paper carbó (ja sigui a partir d'originals manuscrits o mecanografiats) a, en comptats casos, imprimir relativament grans quantitats de llibres en impremtes clandestines semiprofessionals (aquest últim cas es va donar en uns pocs països del bloc, com Hongria o l'antiga Txecoslovàquia).
Abans de la implementació de la política de la glàsnost (transparència informativa) per part de Mikhaïl Gorbatxov a 1986, la pràctica era perillosa, perquè les impremtes, copiadores i fins i tot les màquines d'escriure estaven sota control directe dels "Primers Departaments" (que eren llocs d'avançada del KGB en cadascuna de les institucions soviètiques): en tots ells s'emmagatzemaven còpies de referència, amb el propòsit de realitzar identificacions posteriors.

## Etimologia i termes relacionats
Etimològicament, la paraula samizdat prové de l'arrel sam (en rus: сам, "per si / un mateix") i izdat (en rus: изда́т, apòcope de изда́тельство (izdàtelstvo), "editorial"), que significa per tant "auto-editorial". El terme va ser encunyat com un joc de paraules creat pel poeta rus Nikolai Glazkov en la dècada de 1940, que mecanografiava còpies dels seus poemes indicant en la seva primera pàgina самсебяизда́т (samsebiaizdat, "auto-editorial"), en una analogia amb els típics noms de les editorials (òbviament estatals) de la Unió Soviètica, com Детизда́т, Detizdat (Editorial de literatura infantil), o especialment Политиздат (Politizdat), nom complet: Госуда́рственное изда́тельство полити́ческой литерату́ры, Gosudàrstvennoie izdàtelstvo politítxeskoi literaturi (és a dir, "Editorial Estatal de Literatura Política").
A més, van existir dos termes relacionats al fenomen samizdat, encara que menys coneguts que aquest:
- Magnitizdat es referia al contraban d'enregistraments de so (magnit, referint-se a la cinta magnètica), sovint de poemes, conferències o música underground.
- Tamizdat es refereix a la literatura publicada a l'estranger (там, tam, que significa "allà"), sovint a partir del tràfic il·legal de manuscrits.

En la història de la premsa polonesa subterrània, el terme usual en els últims anys del comunisme (1945 - 1989) era drugi obieg o "segona circulació" (de publicacions); en aquest cas, "primera" es referia a les publicacions legals (i eventualment "retallades" a causa de la censura estatal). Per la seva banda, el terme polonès bibuła ("paper assecant") és més antic, després d'haver estat utilitzat, fins i tot en temps tsaristes.

## Història
La literatura autopublicada i autodistribuïda té una llarga història, però el fenomen samizdat original és únic i exclusiu del període posterior a Stalin, l'URSS i altres països amb similars sistemes socioeconòmics. Sota la censura d'un Estat policia, aquestes societats van fer ús d'una autèntica literatura subterrània, no només per realitzar anàlisis introspectives, sinó també com a vehicle per practicar o canalitzar una peculiar "variant limitada" de la lliure expressió, en manifestar idees que eren pràcticament impossibles d'expressar públicament.
Al principi del desglaç llançat per Nikita Khrusxov a l'URSS a mitjan dècada del 1950, la poesia es va fer molt popular i els escrits d'una àmplia gamma de poetes (coneguts, joves desconeguts, i també prohibits i reprimits) van circular entre la intel·lectualitat (intelligentsia) soviètica de l'època.
El 29 de juny de 1958, es va inaugurar un monument dedicat a Vladímir Maiakovski al centre de Moscou. La cerimònia oficial va concloure amb lectures de poesies improvisades en públic. A la intel·lectualitat moscovita li va agradar l'atmosfera de relativa llibertat d'expressió derivada del "desglaç" afavorit per Khrusxov, i aquestes lectures a l'aire lliure aviat es tornarien regulars i serien conegudes com a "Maiak" (en rus: Маяк, "far"), amb els estudiants entre la majoria dels participants. Tanmateix, això no duraria molt, ja que les autoritats soviètiques aviat van començar a reprimir les reunions, i ordenaren la seva dissolució forçada.
L'estiu boreal de 1961, diversos assistents habituals d'aquestes reunions (entre ells el poeta Eduard Kuznetsov) van ser arrestats, sota el càrrec d'"agitació i propaganda antisoviètica" (delicte d'extrema gravetat segons l'article 70 del codi penal de la RSFSR).
L'editor i redactor de la revista samizdat moscovita "Синтаксис" (Síntaksis, "sintaxi"), Aleksandr Guínzburg va ser detingut el 1960, ja quan el període de "excessiva obertura i tolerància" derivat del desglaç de Nikita Khrusxov anava arribant a la seva fi i es reassumia la censura contra les idees qüestionadores del règim soviètic.
Alguns escrits considerats compromesos van ser originalment publicats per algunes editorials estatals del règim soviètic, com l'avui clàssica novel·la Un dia d'Ivan Deníssovitx, escrita per Aleksandr Soljenitsin (qui guanyaria el Premi Nobel de Literatura el 1970). Aquesta obra, que narrava la dura vida dins dels camps siberians de treball forçat del sistema Gulag durant els anys 1950, seria inicialment publicada -en forma de fascicles- en la revista literària Novi Mir, a partir de l'edició de novembre de 1962. No obstant això, en notar-se que l'obra de Soljenitsin contenia una dura crítica contra les presons del règim soviètic, la novel·la aviat seria censurada i retirada de circulació, i finalment trobaria el seu únic camí de difusió a través del fenomen samizdat.
Tanmateix, no tot el que es publicava mitjançant el samizdat tenia contingut políticament incorrecte o de desafiament obert contra el règim comunista soviètic. També hi havia relats eròtics o còmics que no obstant tenien suficients elements que els feien reprovables per al govern soviètic (sigui per afavorir la llibertat sexual o limitar-se a la simple diversió del lector sense missatge marxista apreciable).
En 1963, el poeta Joseph Brodsky (qui obtindria ni més ni menys que el Premi Nobel de Literatura el 1987) va ser acusat d'haver comès el tipus penal de "parasitisme social", i va ser condemnat a presó per escriure poemes sentimentals que qüestionaven cruament el realisme socialista. Si bé Brodsky es va lliurar de la presó per pressió d'intel·lectuals soviètics i estrangers, a partir de llavors va haver difondre les seves obres mitjançant el sistema samizdat.
A mitjan la dècada del 1960, un grup literari no oficial conegut per la sigla СМОГ (Самое Молодое Общество Гениев, transcrit com a Sàmoie Molodoie Óbsxestvo Guéniev, traduït com a "La més jove societat de genis") van emetre al samizdat el seu almanac Сфинксы (Sfinksi, "esfinxs"), a més de col·leccions de prosa i poesia. Alguns dels seus escrits van arribar a situar prop de l'avantguarda literària russa de les dècades de 1910 i 1920, durant el període revolucionari rus-soviètic. La difusió de Sfinksi al samizdat es va fer indispensable, ja que els cànons del realisme socialista imposats pel govern soviètic feien il·legal la publicació d'obres avantguardistes en l'URSS.
El judici de 1965 als escriptors Iuli Daniel i Andrei Siniavski (també acusats de violar l'article 70) i l'augment de la repressió va marcar la fi del desglaç i renovats temps durs per als samizdat. El judici va ser acuradament documentat en el Llibre Blanc d'Iuri Galanskov i Aleksandr Guínzburg. Tots dos escriptors serien després detinguts i condemnats amb prou feines de presó, en el que es va conèixer com "El Judici dels Quatre".
El contingut d'alguns llibres del samizdat es va tornar més cada vegada més polititzat (a causa de l'asfixiant atmosfera intel·lectual dels temps de Leonid Bréjnev), i exerciria un important paper en el moviment dissident a la Unió Soviètica.
Entre 1964 i 1970, l'historiador Roi Medvédev va publicar regularment una anàlisi que més tard apareixeria en Occident sota el títol Политический дневник (transcrit com a Politítxeski dnevnik, "Un diari polític").
Un dels samizdats més coneguts i de més llarga durada va ser el butlletí informatiu Хроника текущих событий (Khrónika tekúsxikh sobiti, "Crònica de l'actualitat") dedicat a la defensa i promoció dels drets humans bàsics a l'URSS. Es van editar clandestinament 63 números d'aquest durant 15 anys (una mitjana d'uns quatre anuals), entre 1968 i 1983 (pràcticament coincidint amb l'estancament brejnevià), on es denunciaven tot tipus d'abusos i arbitrarietats de les autoritats comunistes, esdeveniments coneguts pel públic però la difusió oberta dels quals era un greu delicte. Els autors d'aquest, anònims, van encoratjar als lectors a utilitzar els mateixos "canals informals de distribució" per enviar les seves crítiques i comentaris, que serien respostos en les edicions posteriors. A més, se'ls convidava a enviar informació local de les seves respectives regions, amb denúncies que mai podrien aparèixer a la premsa sota censura del govern.
La Crònica era coneguda pel seu estil concís i sec, fins a l'extrem que les seves rúbriques regulars es titulaven "Arrestos, batudes, interrogatoris", "Repressió extrajudicial", "A les presons i campaments (Gulag)", "Notícies del samizdat", "La persecució de la religió", "Persecució dels tàrtars de Crimea", "Repressió a Ucraïna", entre d'altres, la qual cosa feia evident l'oposició dels seus autors a la repressió política exercida pel govern de l'URSS, amb les greus conseqüències que això generava per als que denunciessin aquests fets.
Els autors de la Crònica, però, al·legaven que d'acord amb la Constitució soviètica (reformada 1977) i semblant a l'estalinista de 1936), la seva publicació no era formalment il·legal en si mateixa, ja que la Constitució de l'URSS defensava la lliure expressió. Tanmateix, les lleis penals de l'URSS castigaven amb severes penes de presó al gulag els autors de tota publicació "antisoviètica", i declaraven com a tal a tot escrit que qüestionés al règim, expressés idees no comunistes, o denunciés la repressió política.
Una altra publicació notable i de llarga durada del samizdat (al voltant de 20 números al període 1972 - 80) va ser la revista política i literària Евреи в СССР (transcrita com a Ievrei v SSSR, "Els hebreus a l'URSS"), fundada i editada per Aleksandr Voronel i, després del seu retir, per Mark Azbel i Aleksandr Luntz. La incipient difusió de les tecnologies informàtiques a l'URSS dels anys 1980, a causa de la petita obertura a la importació per part del govern de Mikhaïl Gorbatxov, va dificultar relativament el combat del fenomen samizdat per part del règim soviètic.
El funcionament del samizdat resultava més notable, ja que les autoritats de l'URSS mantenien un sever control sobre tots els mitjans de reproducció escrita existents al país, com impremtes, màquines de fotocòpies, o fins i tot el simple paper per a còpies. De fet, l'accés a impremtes o fotocopiadores era seriosament restringit i limitat a institucions estatals, en un afany de mantenir sota control governamental inclosos els elements més rudimentaris per a la transmissió massiva d'idees. Aparells com màquines d'escriure, càmeres fotogràfiques, o cintes magnetofòniques, eren obtinguts usualment només després d'una autorització policial que donés constància de la fiabilitat política del seu propietari. Tot i les restriccions, la premsa clandestina del samizdat va aconseguir nivells elevats de circulació i difusió.

## Fenòmens similars o anàlegs en altres països
Després de l'inici de l'exili forçat de l'aiatol·là Ruhollah Khomeini, expulsat de l'Iran pel xa a 1964, els seus cada vegada més encesos sermons van ser objecte de contraban a aquest país, a través de cintes d'àudio o cassets (cassettes). Aquest fenomen acabaria augmentant la seva popularitat i contribuint, en part o indirectament, a l'enderrocament de l'antic monarca per la revolució islàmica de 1979. A causa de les restriccions imposades pel llavors nou règim teocràtic iranià, amb el pas dels anys es donaria dins del país un fenomen samizdat invers a l'anterior. Per exemple, es va arribar a publicar cladestinament la traducció farsi de la novel·la "Els versos satànics" (1988), de l'exiliat escriptor hindú Salman Rushdie (qui, poc abans de morir Khomeini a 1989, va ser condemnat a mort per aquest últim mitjançant una fàtua per haver suposadament blasfemat el profeta Mahoma).
En l'àmbit europeu, la tradició de publicar material manuscrit va existir a l'exèrcit alemany durant la Primera i la Segona Guerra Mundial. Per la seva banda, Polònia té una llarga tradició o història de premsa "subterrània" ( underground), potenciada per la dominació soviètica entre 1945 i 1989. En aquest país del bloc de l'Est, així com en les també relativament "rebels" Txecoslovàquia i Hongria, durant les dècades de 1970 i de 1980 es van imprimir de manera clandestina llibres censurats (alguns de més de 500 pàgines), en quantitats que van arribar a excedir els 12.000 exemplars. En aquests casos, es tractaria de mecanismes de copiat bastant oleaginosos, que generarien una autèntic canal de distribució "lliure" i alternatiu.
A Amèrica Llatina, durant les dictadures militars de dreta dels decennis de 1960 i del 1970, la bibliografia o literatura marxista era censurada i perseguida. No només es van prohibir clàssics com "El Capital" (Das Kapital) de Karl Marx (1867) o "Què fer?" (1902) de Vladímir Lenin, sinó obres locals més noves i "preocupants". Entre aquestes últimes es trobaven els manuals "La guerra de guerrilles" (1960), escrit pel revolucionari comunista argentí-cubà Ernesto Che Guevara, i el "Mini-manual del guerriller urbà", redactat pel seu col·lega brasiler Carlos Marighella (1969). A Argentina, durant el seu últim règim militar (1976 - 83), fins i tot s'arribaria a censurar erròniament un llibre de física titulat "La cuba electrolítica".
D'altra banda, en els Estats Units, després que Bell Labs (Bell Laboratories) canviés la seva llicència sobre el sistema operatiu UNIX, i fes restrictiva, la llista amb la font original (compilada en el llibre anomenat Lions book, que és com es coneix el Lions' Commentary on UNIX 6th Edition, with Source Code escrit per John Lions, de 1976) va haver de ser forçosament retirat del circuit comercial legal. No obstant això, les dades tècniques que contenia eren d'un valor tan gran, que les còpies pirates van seguir circulant durant diversos anys. L'acte de copiar el Lions book de vegades va ser jocosament denominat com una mena de variant occidental del fenomen samizdat soviètic (encara que, però, es tractava de dos fets molt diferents en realitat: d'una banda, la violació de drets d'autor en els EUA i de l'altra, la manca de llibertat d'expressió i de premsa a l'antiga URSS).